# پودنتزانو
پودنتزانو (به ایتالیایی: Podenzano) یک کومونه در ایتالیا است که در استان پیاچنزا واقع شده‌است. پودنتزانو ۴۴٫۵۸ کیلومتر مربع مساحت و ۹٬۰۰۹ نفر جمعیت دارد و ۱۱۸ متر بالاتر از سطح دریا واقع شده‌است.